# 75-я гвардейская стрелковая дивизия

Воины дивизии принимают гвардейскую клятву. У знамени генерал-майор Горишний В. А., слева — полковник Власенко И. А. 1943 год.

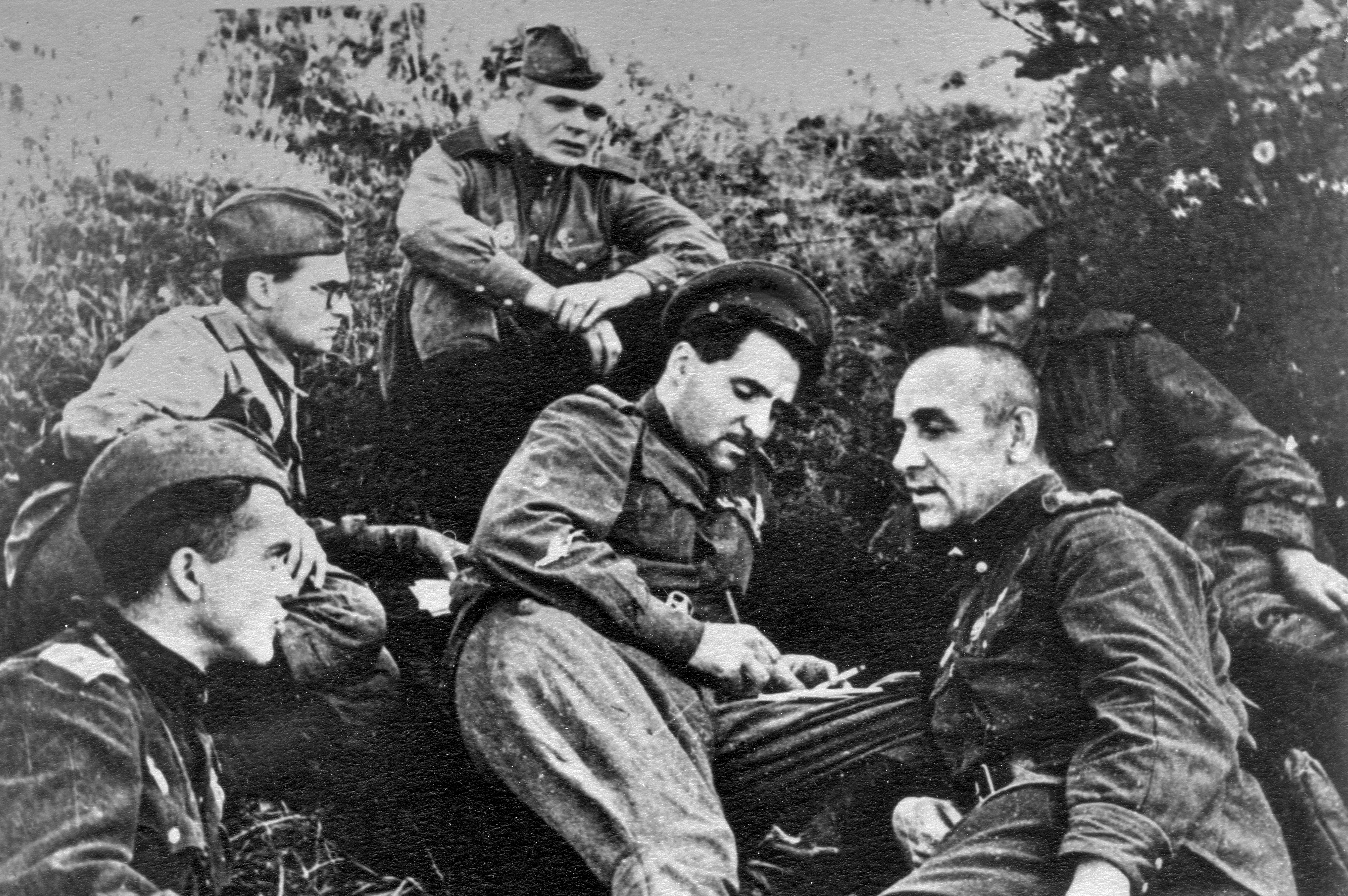
Военный корреспондент Константин Симонов (в центре) и Илья Власенко (справа) на командном пункте 75-й гвардейской стрелковой дивизии в районе Поныри. Курская битва, 1943 год.

75-я гвардейская стрелковая Бахмачская дважды Краснознамённая, ордена Суворова дивизия — гвардейское формирование (соединение, стрелковая дивизия) РККА Вооружённых Сил СССР в Великой Отечественной войне.
Соединение образовано на основе 95-й стрелковой дивизии, которой Приказом Народного комиссара обороны Союза ССР № 104, от 1 марта 1943 года, за оборону Сталинграда было присвоено почётное звание гвардейская и новая войсковая нумерация. Новая нумерация частям дивизии присвоена 4 апреля 1943 г.. Дивизия воевала на фронтах: Центральный (1943), Воронежский (1943), 1-й Украинский (1943—1944), 1-й Белорусский (1944—1945), 3-й Прибалтийский (1944). Входила в состав войск 16-й, 13-й, 70-й, 60-й, 65-й и 61-й армий. Участвовала в битве на Курской дуге (Орловская наступательная операция), в освобождении Украины (Черниговско-Припятская операция, Киевская наступательная операция, Киевская оборонительная операция), освобождении Белоруссии (Калинковичско-Мозырская операция, операция «Багратион» — Бобруйская операция) и Прибалтики (Рижская операция), в освобождении Польши (Варшавско-Познанская операция) и разгроме противника на территории Германии (Висло-Одерская операция, Восточно-Померанская операция, Берлинская наступательная операция).

## Боевой путь
Дивизия образована на основе 95-й стрелковой дивизии (2-го формирования), которая после окончания Сталинградской битвы была выведена на пополнение и переформирование, и 17 февраля прибыла в район Курска. Приказом НКО № 104 от 1 марта 1943 года за оборону Сталинграда дивизии присвоено наименование гвардейской — она становится 75-й гвардейской стрелковой дивизией и входит в состав 17-го гвардейского стрелкового корпуса 13-й армии Центрального фронта.
С началом Курской битвы 5 июля дивизия занимает исходный рубеж в районе Битюг-Поныри-Подсоборовка, имея задачу во взаимодействии с 16-м танковым корпусом атаковать противника и выйти на рубеж Великий Бережок-Озерки с последующим направлением наступления на хутор Прозоровский. С рассветом 6 июля дивизия вместе со 107-й танковой бригадой, выполняя поставленную задачу, начала наступление на Бутырки. Однако противник после артиллерийской и авиационной подготовки при поддержке большого количества танков перешёл в контратаку. В течение последующих дней, до 10 июля включительно, в районе Поныри-Ольховатка дивизия отражала массированные атаки с использованием большого количества танков, поддерживаемые артиллерией и авиацией противника. Потери в дивизии были большие, но бойцы сумели удержать рубежи обороны, нанеся противнику тяжёлые потери.
Перегруппировавшись и проведя разведку, 15 июля в ходе Орловской наступательной операции, дивизия переходит в наступление и, преодолевая упорное сопротивление противника, 25 июля выходит на рубеж Глазуновка-Нижнее Тагино.
За боевые действия на Курской дуге, образцовое выполнение боевых заданий и проявленные при этом мужество и героизм Указом Президиума Верховного Совета СССР 21 июля 1943 года дивизия награждена орденом Красного Знамени. Командующий Центральным фронтом генерал армии Рокоссовский К. К. в своей телеграмме написал:

Горишнему, Власенко. Награждение Вашего соединения орденом Красного Знамени — традиция Ваша в боях за Одессу, Севастополь и Сталинград. Ком. Центр. фр. Рокоссовский, член воен. сов. Телегин.
Пятерым воинам было присвоено звание Героя Советского Союза (всем — посмертно), 173 бойца и командира награждены орденами и медалями.
1 августа 1943 года дивизия в составе 17-го гвардейского стрелкового корпуса вошла в оперативное подчинение 70-й Армии Центрального фронта. С 4-го по 11-е августа дивизия ведёт наступательные бои в районе Крушинино. 12 августа дивизия вышла из боя и, совершив 120-километровый марш, 16 августа сосредоточилась юго-западнее Марково-Петровское. В составе 30-го стрелкового корпуса 60-й армии 26 августа, с началом Черниговско-Припятской операции, дивизия переходит в наступление и 27 августа вступает на территорию Украины, освободив станцию и посёлок Хутор-Михайловский. 2 сентября был освобождён Ямполь, 7 сентября Батурин, а 9 сентября, после жестоких боёв, город Бахмач. За освобождение города Бахмач Приказом ВГК № 10 от 9.09.1943 г. дивизии присваивается наименование «Бахмачская».
21 сентября дивизия выходит к реке Десна и с хода, первой на участке 60-й армии, форсирует её. «21.09.43 г. 231-й гв. СП, невзирая на бомбардировку с воздуха, используя подручные средства переправы под прикрытием 212-го и 241-го гв. СП форсировал реку Десна и, выйдя на западный её берег, закрепился, обеспечив переправу всех частей дивизии».
Стремительно продвигаясь вперёд, 23 сентября 1943 года дивизия выходит на левый берег реки Днепр в районе села Тарасовичи и с хода, первой в полосе наступления 60-й армии, форсирует Днепр около города Дымер, в 35 км севернее города Киев, и захватывает в районе сёл Ясногородка и Глебовка плацдарм, первый в полосе наступления 60-й армии. «22.09.43 г. к 23.00 212-й гв. СП сосредоточился на левом берегу Днепра напротив с. Тарасовичи.
Используя подручные переправочные средства к 6.00 23.9.43 г. 6-я рота форсировала Днепр южнее с. Глебовка и окопалась. В 7.15 того же числа рота захватила буксирный пароход „Николаев 300“ с баржей, который использовали для переправы частей дивизии. Закрепившись на рубеже восточнее с. Глебовка, 23.09.43 года к 14.00 полк повёл наступление на с. Ясногородка». Дивизия захватывает, удерживает и расширяет плацдарм на правом берегу реки Днепр, обеспечивая последующее наступление на город Киев. «23.9.43 г. 241-й гв. СП, умело используя время и обстановку, создавшуюся в результате форсирования реки Днепр подразделениями 212-го гв. СП, произвёл переправу личного состава полка и артиллерии на западный берег реки Днепр в районе с. Тарасовичи. Подразделения полка, разбив противника, закрепились на западном берегу и обеспечили форсирование реки Днепр остальными подразделениями дивизии, невзирая на контратаки немцев и жестокую бомбардировку и обстрел немецкими самолётами боевых порядков и переправы».
Бои на плацдарме были жестокими, село Ясногородка несколько раз переходило из рук в руки. За успешное форсировании реки Днепр севернее Киева, прочное закрепление плацдарма на западном берегу реки Днепр и проявленные при этом отвагу и геройство Указом Президиума ВС СССР от 17.10.1943 года 57 воинов дивизии удостоены звания Героя Советского Союза, 829 бойцов и командиров награждены орденами и медалями. По свидетельству ветеранов, при вручении наград в строю дивизии было 17 Героев. При форсировании Днепра и в боях на плацдарме дивизии был придан 138-й армейский миномётный полк, его командир подполковник Поздняков С. П. был удостоен звания Героя Советского Союза. Командиру 159-го артполка гв. подполковнику Лёвкину Н. А. который после форсирования Днепра был назначен командующим артиллерией 132-й стрелковой дивизии, 31 мая 1945 года также было присвоено звание Героя Советского Союза.
Участвуя в Киевской наступательной операции, дивизия 3 ноября 1943 года прорывает оборону противника под селом Толокунь, а 4 ноября освобождает Дымер (райцентр Киевской области). После упорных боёв 9 ноября освобождает райцентр и станцию Бородянка (Киевской области), 10 ноября форсирует реку Тетерев и 11 ноября выбивает немцев из села Великая Рача (Радомышльский район Житомирской области). 11 ноября был освобождён Радомышль, но затем, ввиду контрнаступления противника, дивизия переходит к обороне (Киевская оборонительная операция).
2 декабря 1943 года вследствие больших потерь дивизию выводят из боя для доукомплектования под Речицу (Гомельская обл., Белоруссия). 2 января 1944 года дивизия в составе 65-й Армии занимает позиции в районе Давыдовичи (Гомельская обл., Белоруссия).
8 января начинается Калинковичско-Мозырская операция операция по освобождению Белоруссии. Дивизия прорывает оборону противника и участвует в боях за город Калинковичи, который был освобождён 14 января, освобождает Домановичи, Тарканы и др. населённые пункты. За действия в Калинковичско-Мозырской операции дивизия награждена орденом Суворова II-й степени.
В феврале — июне 1944 года длится «великое противостояние» — затяжные позиционные бои в тяжёлых условиях болот белорусского Полесья. Используя малоподвижность линии фронта, войска пополняют личным составом и техникой, ведётся учёба и подготовка к предстоящему наступлению — операции «Багратион».
23 июня, участвуя в операции «Багратион» в составе 65-й армии в Бобруйской операции 1-го Белорусского фронта, дивизия проводит интенсивную разведку боем позиций противника, создавшего на высотах в районе Паричей (Гомельская обл., Белоруссия) сильно укреплённый пункт обороны. 24 июня, обходя укрепления противника и преодолевая болота, которые немцы считали непроходимыми, дивизия начинает наступление, 26 июня овладевает райцентром Паричи (Гомельская обл., Белоруссия) и выходит на реку Березина. 29 июня был освобождён город Бобруйск, а после уничтожения окружённой в районе Бобруйска группировки противника, 8 июля дивизия освобождает город Барановичи.
За участие в разгроме противника в районе Бобруйска и освобождение города Барановичи дивизия награждена вторым орденом Красного Знамени.
22 июля 1944 года 75-я гвардейская дивизия пересекла государственную границу СССР и вступила на территорию Польши.
В сентябре 1944 года решением Ставки Верховного Главнокомандования для проведения Рижской операции 61-я армия, в состав которой входила 75-я гвардейская дивизия, передаётся из 1-го Белорусского фронта в состав 3-го Прибалтийского фронта. 18 сентября дивизия выгрузилась на станциях Псков и Дно. Дислоцировавшись в районе города Изборск, дивизия получила пополнение, боеприпасы и вооружение, провела интенсивную подготовку к предстоящим боевым действиям и 27 сентября выступила в направлении Сигулда. 6 октября дивизия вступила в бой за эту важную железнодорожную станцию и город. Преодолевая сильно укреплённую оборону противника и используя обходной манёвр, 7 октября дивизия овладела городом и станцией Сигулда. Продолжая наступление в тяжёлых условиях осенней распутицы и сильного сопротивления противника, утром 10 октября 212-й гвардейский стрелковый полк вышел к переднему краю рижского оборонительного обвода по реке Маза-Югла в 20 км от Риги. 11 октября полк форсировал реку и 12 октября дивизия подошла к восточной окраине Риги. 13 октября, во взаимодействии с частями 3-го Прибалтийского фронта, дивизия освободила правобережную часть Риги. Вечером 13 октября Москва салютовала войскам, освободившим столицу Латвии город Ригу.
Приказом ВГК № 196 от 13.10.44 г. 212-му гвардейскому стрелковому полку и 159-му гвардейскому артиллерийскому полку было присвоено наименование «Рижских». 241-й гвардейский стрелковый полк был награждён орденом Красного Знамени, а 231-й гвардейский стрелковый полк — орденом Суворова III-й степени.
27 декабря 1944 года дивизия передислоцировалась в Польшу, в район города Миньск-Мазовецки, а в ночь на 9 января 1945 года подразделения дивизии переправились на западный берег реки Висла, чтобы заменить на плацдарме части 74-й гвардейской стрелковой дивизии и 1-й армии Войска Польского. Утром 14 января началась Варшавско-Познанская наступательная операция и дивизия в составе 61-й армии начала наступление с Магнушевского плацдарма на реке Висла. Овладев 15 января населёнными пунктами Острува и Варка, дивизия обошла Варшаву с запада, отрезав обороняющие её части противника. 16 января дивизия освободила город Гродзинск. 17 января Варшава была освобождена. Продолжая активные боевые действия, 18 января дивизия форсировала реку Бзура и освободила город Сохачев, а 19 января город Лодзь.
За мужество и героизм, проявленные в боях на Висле, трое воинов дивизии были удостоены звания Героя Советского Союза, сотни награждены орденами и медалями.
26 января дивизия вступила на территорию Германии в районе города Шнейдемюль (ныне город Пила, Польша). На подступах к городу завязались ожесточённые бои. В разгар боёв, 1-го февраля, с целью исключения контрудара противника со стороны Восточной Померании во фланг наступающих советских войск, приказом командующего 61-й армией генерал-полковника Белова П. А. дивизия получила новую полосу наступления — строго на север. В ходе Восточно-Померанской операции дивизия в составе 9-го стрелкового корпуса ведёт тяжёлые бои южнее города Штаргард. Преодолевая упорное сопротивление противника, дивизия заняла город Калис, 20 февраля после перехода из рук в руки был взят город Заллентин, а 4 марта дивизия овладела городом Штаргард. Был открыт путь к Альтдаму, пригороду Штеттина (ныне город Щецин, Польша), последнему крупному опорному пункту немцев на правом берегу реки Одер.
Бои за Альтдам были исключительно ожесточёнными. Потребовалась неделя упорных боёв, и 20 марта, во взаимодействии с другими частями 61-й армии, дивизия овладела городом Альтдам.
В конце марта и начале апреля 1945 года 75-я гвардейская стрелковая дивизия дислоцировалась на правом берегу реки Одер на правом фланге 1-го Белорусского фронта. В предстоящей Берлинской наступательной операции её целями были Эберсвальде, Нойруппин (северо-западнее Берлина 30…40 км) и выход к реке Эльба. Была проведена интенсивная подготовка к форсированию реки Одер и захвату плацдарма на левом берегу. 16 апреля передовой отряд дивизии в составе усиленного батальона 212-го гвардейского стрелкового полка, артиллерийского дивизиона 159-го гвардейского артполка, сапёрной роты при поддержке нескольких артдивизионов и дивизиона реактивных миномётов форсировал Одер и закрепился на левом берегу, несмотря на сильное сопротивление противника. 17 апреля 212-й гвардейский стрелковый полк форсировал Одер полным составом и штурмом взял населённый пункт Ной-Глитцен. К вечеру этого дня все полки дивизии вели бой на левом берегу Одера.
За героизм и мужество, проявленные при форсировании реки Одер и расширении плацдарма на его западном берегу, восемь воинов дивизии удостоены звания Героя Советского Союза, 1317 награждены орденами и медалями.
30 апреля, во взаимодействии с 12-й гвардейской стрелковой дивизией, был взят Нойруппин, после чего началось преследование разгромлённых частей противника. К трём часам ночи 3 мая 1945 года передовой отряд дивизии вышел к реке Эльба южнее города Виттенберге (земля Бранденбург, севернее Берлина). Боевые действия 75-й гвардейской стрелковой Бахмачской дважды Краснознамённой Ордена Суворова II-й степени дивизии были окончены. На противоположный берег реки Эльбы вышли войска 102-й дивизии 9-й армии США (командир генерал-майор Китинг Ф. А.)
За время боевых действий 73 воина дивизии были удостоены звания Героя Советского Союза, около 14 тысяч её воинов награждены орденами и медалями. По числу Героев Советского Союза 75-я гвардейская дивизия занимает третье место среди стрелковых дивизий Советской Армии (в 167-й Сумско-Киевской дважды Краснознамённой стрелковой дивизии 108 Героев, в 25-й гвардейской Синельниково-Будапештской ордена Суворова 2-й степени и ордена Богдана Хмельницкого 2-й степени стрелковой дивизии 77 Героев).
За отличные боевые действия на протяжении 1943—45 годов 75-й гвардейской стрелковой дивизии Приказами Верховного главнокомандующего было объявлено 19 благодарностей. Боевое знамя и двадцать воинов дивизии участвовали в параде Победы на Красной площади.

## В послевоенные годы
После окончания боевых действий дивизия располагалась в районе городов Бляйхероде-Нордхаузен-Штольберг-Ворбис, комендантами городов были офицеры дивизии. В сентябре 1945 года была передислоцирована в район г.Виттенберг (земля Саксония-Анхальт), затем в СССР. В мае 1946 года 75-я гвардейская стрелковая Бахмачская дважды Краснознамённая Ордена Суворова дивизия была переформирована и получила наименование 17-й отдельной гвардейской стрелковой Бахмачской дважды Краснознамённой Ордена Суворова бригады.
Командиром бригады был назначен гвардии генерал-майор Горишний Василий Акимович.
Затем бригада переформирована в 64-ю гвардейскую механизированную дивизию.
В 1954 году 64-я гв.мехд переформирована в 14-ю гвардейскую тяжёлую танковую дивизию. В период 18 ноября 1954 — 11 апреля 1965 гг. была тяжёлой танковой.
В мае 1957 года 14-я гв. ттд вошла в состав передислоцированной с Забайкальского военного округа 6-й гвардейской танковой армии. В 1965 году соединение переименовано в 75-ю гвардейскую танковую дивизию.
1 июля 1989 года переформирована в 5362-ю БХВТ в прежнем месте дислокации в г. Чугуев. В 1990 году 5362-я БХВТ расформирована.

## Состав
- управление
- 212-й гвардейский стрелковый полк (бывший 90 сп 95 сд);
- 231-й гвардейский стрелковый полк (бывший 161 сп 95 сд);
- 241-й гвардейский стрелковый полк (бывший 241 сп 95 сд);
- 159-й гвардейский артиллерийский полк (бывший 57 ап 95 сд);
- 84-й отдельный гвардейский истребительно-противотанковый дивизион (бывший 97 оиптдн 95 сд);
- 155-й пулемётный батальон (до 15.03.1943);
- 73-я отдельная гвардейская разведывательная рота (бывшая 13 рр 95 сд);
- 87-й отдельный гвардейский сапёрный батальон (бывший 48 сапб 95 сд);
- 106-й отдельный гвардейский батальон связи (бывшая 119 орс 95 сд);
- 585-й (80) медико-санитарный батальон (бывший 103 медсб 95 сд;
- 77-я отдельная гвардейская рота химической защиты (бывшая 30 рхз 95 сд);
- 726-я (79) автотранспортная рота (бывшая 283 атр 95 сд);
- 660-я (74) полевая хлебопекарня (бывшая 174 пхп 95 сд);
- 678-й (78) дивизионный ветеринарный лазарет (бывший 7 двл 95 сд);
- 1593-я (25703) полевая почтовая станция (бывшая 1766 (2054) ппс 95 сд);
- 652-я (44705) полевая касса Госбанка (бывшая 1723 (652) ПКГ 95 сд)[28][29][30].

- управление (г. Чугуев);
- 283-й гвардейский танковый Рижский ордена Суворова полк[~ 1] (г. Чугуев);
- 380-й танковый Варшавский орденов Богдана Хмельницкого и Александра Невского полк[~ 2] (г. Чугуев);
- 389-й гвардейский танковый дважды Краснознамённый, ордена Суворова полк[~ 3] (г. Чугуев);
- 358-й гвардейский мотострелковый Венский ордена Кутузова полк[~ 4] (г. Чугуев);
- 577-й артиллерийский полк (г. Чугуев);
- зенитный артиллерийский полк (г. Чугуев);
- отдельный ракетный дивизион (г. Чугуев);
- отдельный разведывательный батальон (г. Чугуев);
- 87-й отдельный гвардейский инженерно-сапёрный батальон (г. Чугуев);
- 505-й отдельный гвардейский батальон связи (г. Чугуев);
- отдельный ремонтно-восстановительный батальон (г. Чугуев);
- отдельный батальон материального обеспечения (г. Чугуев);
- отдельный медицинский батальон (г. Чугуев);
- отдельная рота химической защиты (г. Чугуев);
- ОВКР (г. Чугуев).[34]

## Награды и наименования
- Приказом НКО № 104 от 1 марта 1943 года за проявленные мужество и героизм при обороне Сталинграда 95-й стрелковой дивизии (2-го формирования) присвоено наименование Гвардейской  — она становится 75-й гвардейской стрелковой дивизией.
- 21 июля 1943 года —  Орден Красного Знамени — награждена указом Президиума Верховного Совета СССР от 21 июля 1943 года за образцовое выполнение боевых заданий командования на фронте борьбы с немецкими захватчиками (в Курской битве) и проявленные при этом доблесть и мужество;[35]
- 9 сентября 1943 года — почетное наименование «Бахмачская» — присвоено приказом Верховного Главнокомандующего от 9 сентября 1943 года за отличие в боях за освобождение города Бахмач;
- 15 января 1944 года —  Орден Суворова II степени — награждена указом Президиума Верховного Совета СССР от 15 января 1944 года за образцовое выполнение боевых заданий командования на фронте борьбы с немецкими захватчиками, (за бои в Белоруссии и освобождение города Калинковичи) и проявленные при этом доблесть и мужество;[36]
- 5 июля 1944 года —  Орден Красного Знамени — награждена указом Президиума Верховного Совета СССР от 5 июля 1944 года за успешное выполнение заданий командования в боях с немецкими захватчиками, за овладение городом и крупной железнодорожной станцией Бобруйск и проявленные при этом доблесть и мужество.[37]

## Части дивизии, удостоенные наград и наименований
- 212-й гвардейский стрелковый Рижский[38] Краснознамённый[39]ордена Суворова[40] полк
- 231-й гвардейский стрелковый Краснознамённый[40] ордена Суворова[41] полк
- 241-й гвардейский стрелковый Краснознамённый[41] полк
- 159-й гвардейский артиллерийский Рижский[38] Краснознамённый[42][43] ордена Суворова полк;
- 84-й отдельный гвардейский истребительно-противотанковый ордена Ленина[42][44] дивизион
- 87-й отдельный гвардейский сапёрный ордена Красной Звезды[40] батальон

## Командование
Командир дивизии:

В. А. Горишний (справа) и И. А. Власенко. Белоруссия. 1944 год.

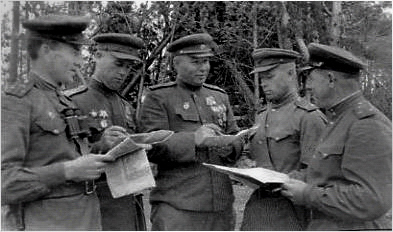
Горишний В. А. (в центре) и командиры полков: Рылков П. П., Максимов В. А., Мирошниченко Л. Г., Соколов В. В. 1944

- Горишний Василий Акимович, гв. генерал-майор (01.03.1943 — май 1946)
- Горбачёв Вениамин Яковлевич, гв. генерал-майор (09.1945 — 10.1945, врио)[45]

Заместитель командира дивизии по политчасти:
- Власенко Илья Архипович, гв. полковник (01.03.1943 — июнь 1944)

Начальник политотдела дивизии:
- Рябов, Аркадий Павлович, гв. полковник (01.03.43 — май 1943);
- Багнюк, Андрей Степанович, гв. полковник (июнь 1944 — январь 1945);
- Пакин, Борис Григорьевич, гв. подполковник (январь 1945 — май 1946).

Начальник штаба дивизии:
- Клименко Георгий Михайлович, гв. полковник (февраль 1943 — конец 1943);
- Гальперин Борис Исаевич, гв. полковник (декабрь 1944 — начало 1946)

Командующий артиллерией дивизии:
- Далакишвили Аристо Абелович, гв. полковник (01.03.1943 — май 1946)

Командиры полков
- 212-й стрелковый полк:
  - Борисов, Михаил Семёнович, гв. полковник (01.03.1943 — погиб 09.02.1944);
  - Чусовитин Иосиф Антонович, гв. полковник (28.02.1944 — 28.11.1944);
  - и. о., Тригубенко Михаил Фёдорович, гв. подполковник (декабрь 1944);
  - Воробьёв Афанасий Прокофьевич, гв. подполковник, гв. полковник (09.01.1945 — май 1946)

- 231-й стрелковый полк:
  - Маковецкий, Фёдор Ефремович, гв. подполковник (01.03.1943 — январь 1944 тяжело ранен);
  - Максимов Василий Алексеевич, гв. подполковник (13.01.1944 — 09.01.1945);
  - Залялов Адельзян Хайрутдинович, гв. подполковник (09.01.1945 — 04.06.1945);
  - Свириденко Георгий Михайлович, гв. подполковник (04.06.1945 — май 1946)

- 241-й стрелковый полк:
  - Бударин, Николай Петрович, гв. подполковник (01.03.1943 — погиб 06.11.1943);
  - и. о., Нечай Пантелей Семёнович, гв. майор (ноябрь — декабрь 1943);
  - Мирошниченко Леонид Григорьевич, гв. подполковник, гв. полковник (декабрь 1943 — 22.11.1944);
  - Волошаненко Александр Васильевич, гв. подполковник (22.11.1944 — май 1946)

- 159-й артиллерийский полк:
  - Лёвкин, Никанор Александрович, гв. подполковник (01.03.1943 — ноябрь 1943);
  - Рылков Павел Петрович, гв. подполковник, гв. полковник (декабрь 1943 — 17 февраля 1945 тяжело ранен);
  - Субботин, гв. подполковник (февраль — март 1945);
  - Коротких, гв. подполковник (апрель — 5 октября 1945);
  - Загорулько Григорий Александрович, гв. подполковник (5.10.1945 — май 1946)

- 84-й ОИПТД:
  - Ясько Иван Кондратьевич, гв. майор (1943 — май 1946)

## Память
- Знамя 75-й гвардейской стрелковой Бахмачской дважды Краснознамённой Ордена Суворова II-й степени дивизии хранится в Центральном музее Вооружённых Сил РФ, в Москве.
- В посёлке Поныри Курской области создан мемориальный комплекс Курской битвы. На стеле с перечнем частей, участвовавших в битве, указана 75-я гвардейская стрелковая дивизия с перечнем всех полков дивизии[46].
- В Вышгородском районе Киевской области (Украина) на братских могилах воинов, погибших при форсировании Днепра, захвате и удержании плацдарма для последующего освобождения Киева, установлены памятники в посёлке Дымер, в сёлах Ясногородка (четыре братских могилы), Глебовка и Козаровичи.
- В селе Ясногородка Вышгородского района Киевской области сооружён памятный знак 60-й Армии с перечнем частей, форсировавших Днепр в 1943 году.
- В городе Бахмач на площади Победы установлен памятник воинам-освободителям и мемориальная доска с перечнем частей, которым присвоено наименование «Бахмачских»[47]. В мемориальном комплексе увековечены имена воинов, павших при освобождении города[48].
- В селе Поташня (Радомышльского района Житомирской области, Украина) братская могила воинов 159-го гвардейского артполка, погибших в ноябре 1943 года.
- В парке на северной окраине Домановичей (Калинковичский район Гомельской обл., Белоруссия) установлен памятник на братской могиле воинов 75-й гвардейской дивизии, погибших в 1944 году при освобождении Калинковичского района[49].
- В городском посёлке Паричи Светлогорского района Гомельской области Белоруссии на братской могиле в сквере на берегу реки Березина установлен памятник воинам, погибшим в 1944 году при освобождении посёлка.
- В Краеведческом музее города Бобруйск Могилёвской области Белоруссии есть стенд, посвящённый 75-й гвардейской дивизии.
- В школе № 117 г. Волгограда, РФ, создан Музей 75-й Гвардейской Бахмачской дважды Краснознамённой ордена Суворова 2-й степени стрелковой дивизии.
- В школе № 1 г. Курска, РФ, работает Музей боевой славы 75-й гвардейской стрелковой дивизии.
- В Ольховатке есть 2 знаковых места: 1 место - на ул. Корея на месте бывшей больницы установлена стелла с именами погибших и братской могилой, в том числе воинов  75-й гвардейской дивизии. 2 место - на дороге между Ольховаткой и 2-е Поныри установлена плита (52.2752566614728, 36.175680827691295) с упоминанием 75 гвардейской дивизии (именно в этом районе проходили самые ожесточенные бои за высоту 257,0 в период с 5 по 8 июля 1943 года)

## Отличившиеся воины дивизии
Воины 75-й гвардейской дивизии — Герои Советского Союза.
Указ Президиума Верховного Совета СССР от 7 августа 1943 года — за образцовое выполнение боевых заданий и проявленные при этом мужество и героизм в битве на Курской дуге:
- Волков, Пётр Павлович (посмертно)
- Петров, Алексей Иванович (посмертно)
- Фомин, Михаил Сергеевич (посмертно)
- Чеботарёв, Дмитрий Фёдорович (посмертно)
- Чепрасов, Михаил Максимович (посмертно)

Указ Президиума Верховного Совета СССР от 17 октября 1943 года — за успешное форсирование реки Днепр севернее Киева, прочное закрепление плацдарма на западном берегу реки Днепр и проявленные при этом отвагу и геройство:
- Айткулов, Салим Нигматович
- Акбауов, Узарак Кстаубаевич
- Анисенков, Владимир Иванович (погиб 25 сентября 1943 года в бою на плацдарме на правом берегу Днепра в районе села Ясногородка)
- Антонов, Илья Семёнович
- Атаманчук, Григорий Климентьевич
- Ахмедов, Михаил Владимирович
- Белоусов, Василий Савельевич
- Битюков, Прокопий Семёнович (погиб 10 августа 1944 года во Львовской области)
- Борисов, Михаил Семёнович (погиб 9 февраля 1944 года в бою за освобождение города Калинковичи Гомельской области)
- Бударин, Николай Петрович (тяжело ранен 6 ноября 1943 года на правом берегу Днепра при освобождении с. Фелициаловка, умер в Дымере)
- Виноградов, Николай Константинович
- Власенко, Илья Архипович
- Волошин, Иван Андреевич (погиб 11 октября 1943 года в бою на плацдарме на правом берегу Днепра)
- Гаврилин, Николай Митрофанович
- Галкин, Иван Никитович
- Галушкин, Василий Максимович
- Горишний, Василий Акимович
- Грушко, Василий Семёнович
- Едунов, Иван Григорьевич
- Ершов, Алексей Иванович (погиб 11 января 1944 года в Белоруссии возле деревни Корени Домоновического (ныне Светлогорского) района Гомельской области)
- Жуков, Роман Ванифатьевич
- Зачеславский, Василий Никифорович
- Ионин, Григорий Петрович
- Кондаков, Василий Яковлевич
- Кострюков, Николай Григорьевич
- Красильников, Геннадий Иванович (погиб 23 сентября 1943 года в бою на плацдарме на правом берегу Днепра в районе села Ясногородка)
- Крикуненко, Вениамин Александрович (погиб 29 сентября 1943 года в бою на плацдарме на правом берегу Днепра в районе села Ясногородка)
- Кронит, Альберт Викторович
- Лаптев, Виктор Петрович
- Леухин, Никанор Андреевич (погиб в июне 1944 года при освобождении посёлка Паричи Гомельской области)
- Маковецкий, Фёдор Ефремович
- Мартынов, Иван Степанович (погиб 17 октября 1943 года в бою на плацдарме на правом берегу Днепра)
- Минаенко, Иван Алексеевич (погиб 7 октября 1943 года в бою на плацдарме на правом берегу Днепра в районе села Ясногородка)
- Михайлов, Владимир Степанович
- Михальченко, Василий Кириллович (погиб 25 сентября 1943 года в бою на плацдарме на правом берегу Днепра)
- Моторыгин, Василий Семёнович
- Мухин, Василий Дмитриевич
- Мысин, Александр Павлович
- Мычко, Иван Иванович (погиб в декабре 1943 года в бою около города Коростень Житомирской области)
- Носков, Николай Михайлович
- Панженский, Алексей Афанасьевич
- Петров, Александр Фёдорович
- Поляков, Владимир Фомич (тяжело ранен 26 сентября 1943 года в бою на плацдарме на правом берегу Днепра в районе села Глебовка, умер 29 сентября)
- Попов, Иван Петрович (погиб 22 сентября 1943 года на правом берегу Днепра при разведке переправы в районе села Глебовка)
- Пугачёв, Арсений Филиппович (погиб 8 октября 1943 года в бою на плацдарме на правом берегу Днепра)
- Срибный, Сидор Иванович (погиб 12 октября 1944 года в Латвии в бою на плацдарме на западном берегу реки Маза-Югла)
- Степанов, Николай Петрович
- Суковатов, Николай Иванович
- Сурков, Пётр Николаевич (погиб 12 января 1944 года в Белоруссии в бою за освобождение города Калинковичи Гомельской области)
- Топорков, Андрей Дмитриевич
- Устинов, Семён Иванович (погиб 29 сентября 1944 в Латвии на территории Цесисского района)
- Хромов, Борис Кондратьевич
- Чернов, Павел Михайлович (погиб 26 сентября 1943 года в бою на плацдарме на правом берегу Днепра в районе села Ясногородка)
- Шабалин, Владимир Игнатович (погиб 26 сентября 1943 года в бою на плацдарме на правом берегу Днепра в районе села Козаровичи)
- Шепелев, Николай Фёдорович
- Яржин, Генрих Генрихович (погиб 26 сентября 1943 года в бою на плацдарме на правом берегу Днепра в районе села Ясногородка)
- Яценко, Пётр Григорьевич

Указ Президиума Верховного Совета СССР от 27 февраля 1945 года — за образцовое выполнение боевых заданий и проявленные при этом мужество и героизм в Варшавско-Познанской операции:
- Жилкин, Дмитрий Васильевич
- Зенков, Николай Емельянович (посмертно)
- Лебедев, Василий Петрович

Указ Президиума Верховного Совета СССР от 31 мая 1945 года — за мужество и героизм, проявленные при форсировании реки Одер, захвате и удержании плацдарма:
- Васькин, Фрол Васильевич
- Громов, Пантелей Гаврилович (посмертно)
- Механошин, Кирилл Петрович
- Митряев, Владимир Александрович
- Москвин, Виктор Аркадьевич
- Сергеев, Юрий Дмитриевич
- Сироткин, Юрий Иванович
- Юла, Яков Степанович

 Кавалеры ордена Славы трёх степеней
- Сизов, Михаил Васильевич

## Некоторые факты
- В 1943 году в должности связного штаба 212-го гвардейского стрелкового полка воевал рядовой Иннокентий Михайлович Смоктунович — впоследствии известный советский актёр театра и кино, Герой Социалистического Труда, Народный артист СССР Иннокентий Смоктуновский[54].
- Командир 159-го артполка подполковник Лёвкин Н. А. в декабре 1943 года был назначен командующим артиллерией 132-й стрелковой дивизии. 31 мая 1945 года ему было присвоено звание Героя Советского Союза[55].
- В июле 1945 г. в зоне ответственности дивизии и при её участии в г. Бляйхероде был организован институт «Рабе» (начальник Черток Б. Е., заместитель Пилюгин Н. А.), имевший целью сбор, изучение и воспроизведение немецкой ракетной техники. В феврале 1946 г. на его базе был создан Институт «Нордхаузен» (директор Гайдуков Л. М., гл. инженер Королёв С. П.), который существовал до октября 1947 года. В нём работали Глушко В. П., Исаев А. М., Рязанский М. С., Воскресенский Л. А., Мишин В. П., Кузнецов В. И., Богуславский Е. Я., Цециор З. М., Тюлин Г. А., Мозжорин, Ю. А., Керимов К. А. и др. Привлекались и немецкие специалисты (Магнус К., Греттруп Г. и др.)[56].

## Галерея

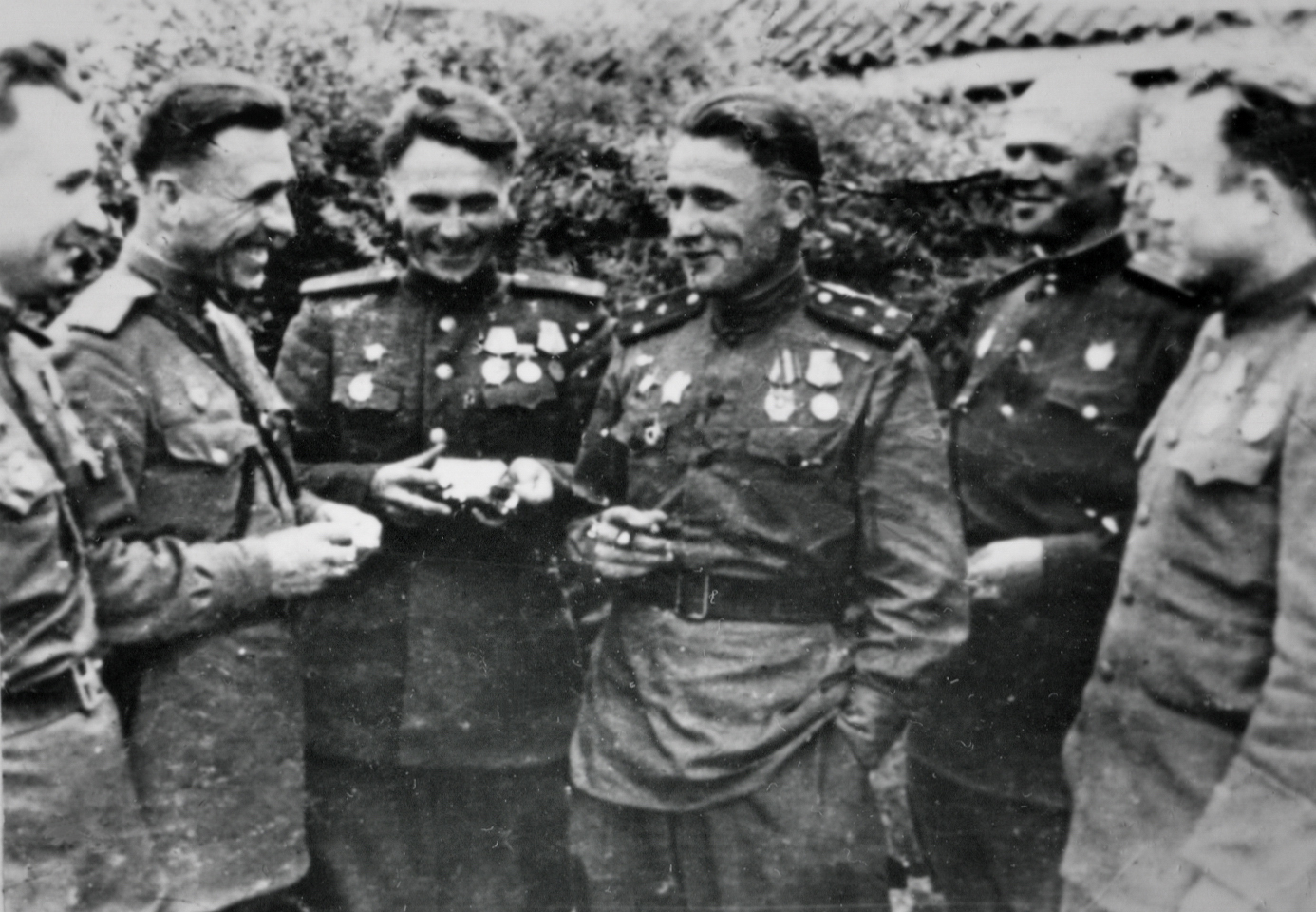
Командование 212-го ГСП: кап. Алексеев, майор Пономарёв, майор Стрищенко, полк. Чусовитин И.А., п/п Некрасов, майор Леонов. 1944
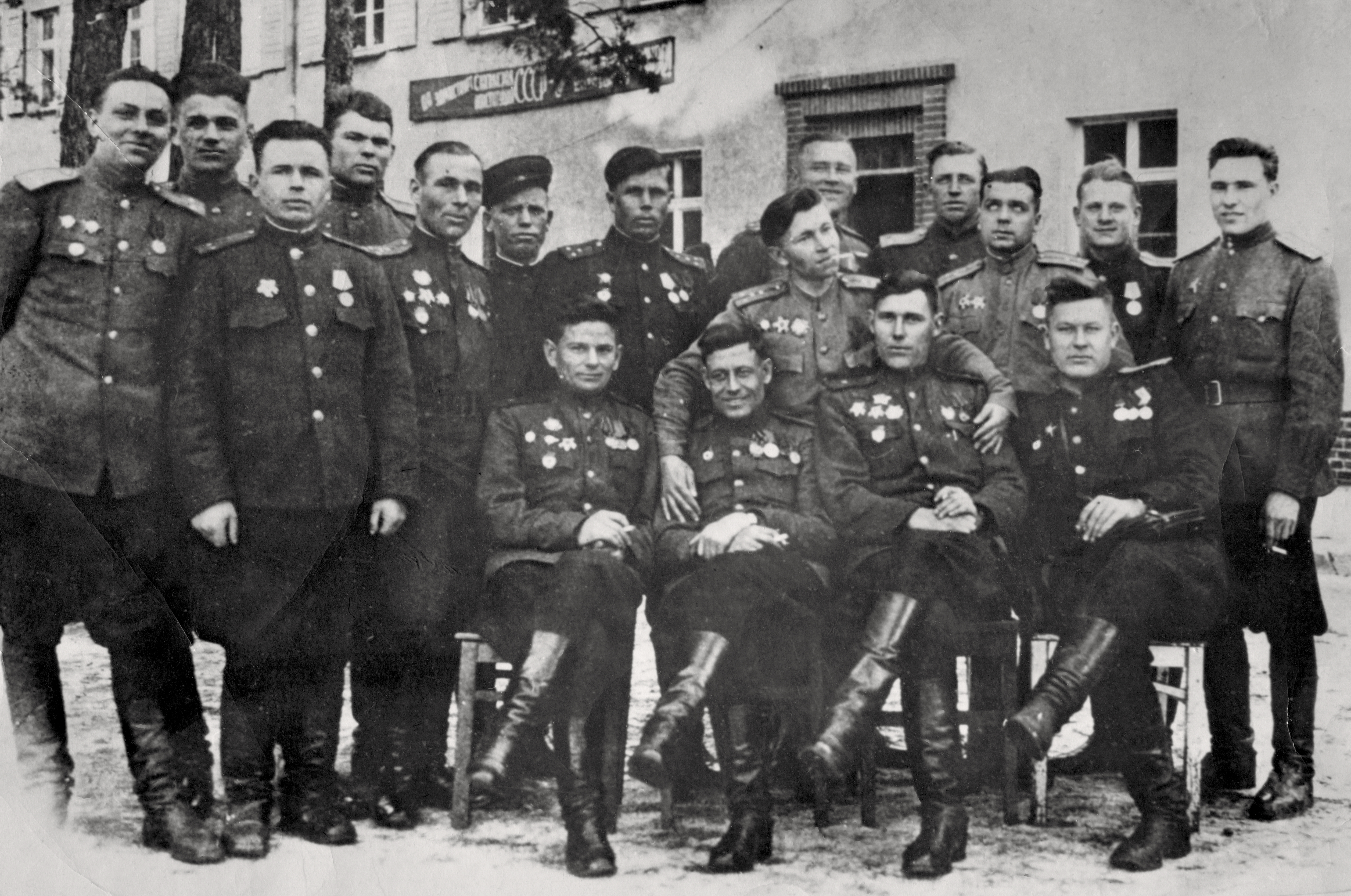
Офицеры 1-го стр. бат. 231-го ГСП 75-й ГСД. Второй слева комбат п/п Анисимов Н.В. 1945
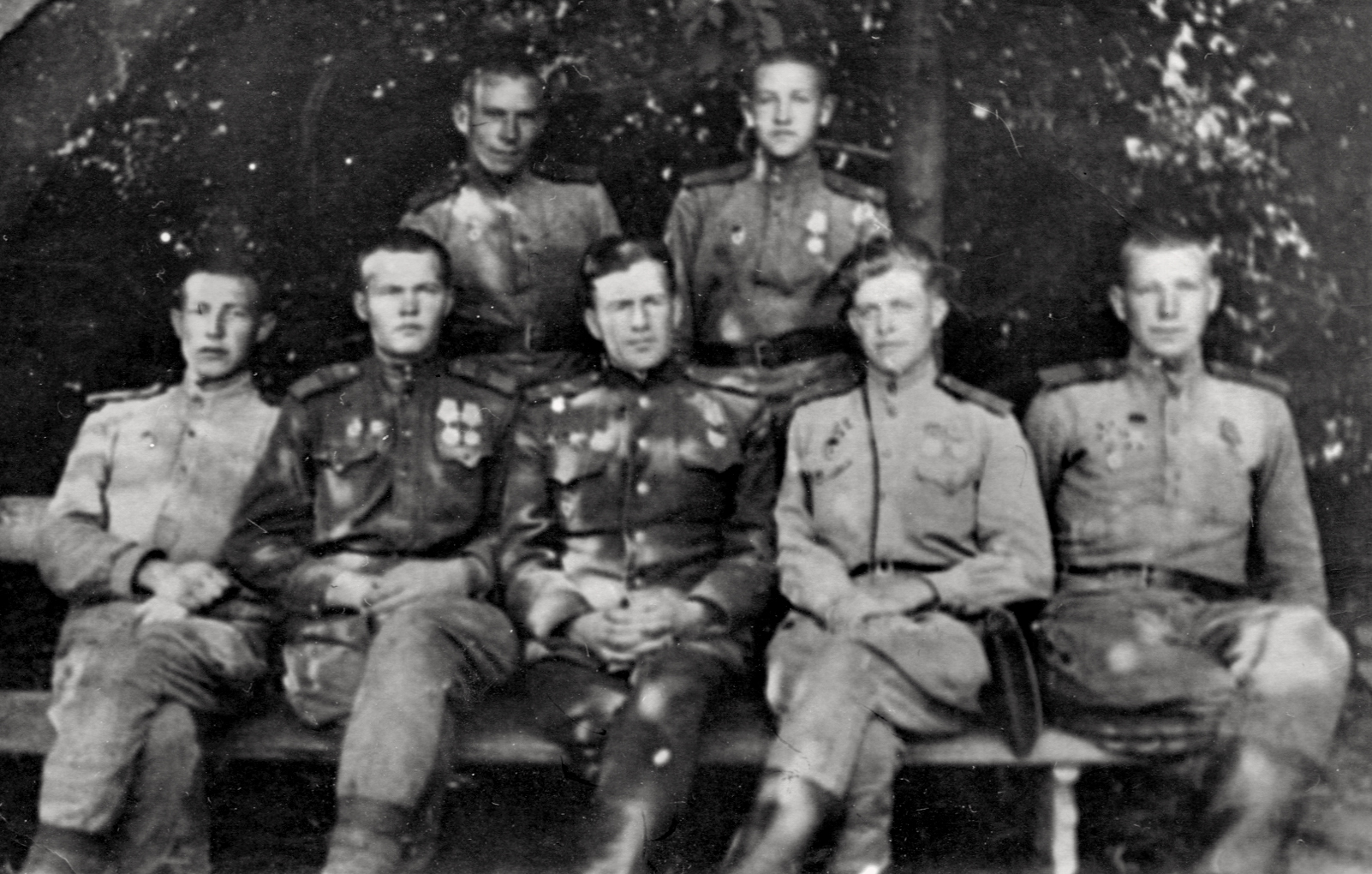
Командир 159-го гв. артполка 75-й ГСД полковник Рылков П.П. с комсоргами полка. 1944
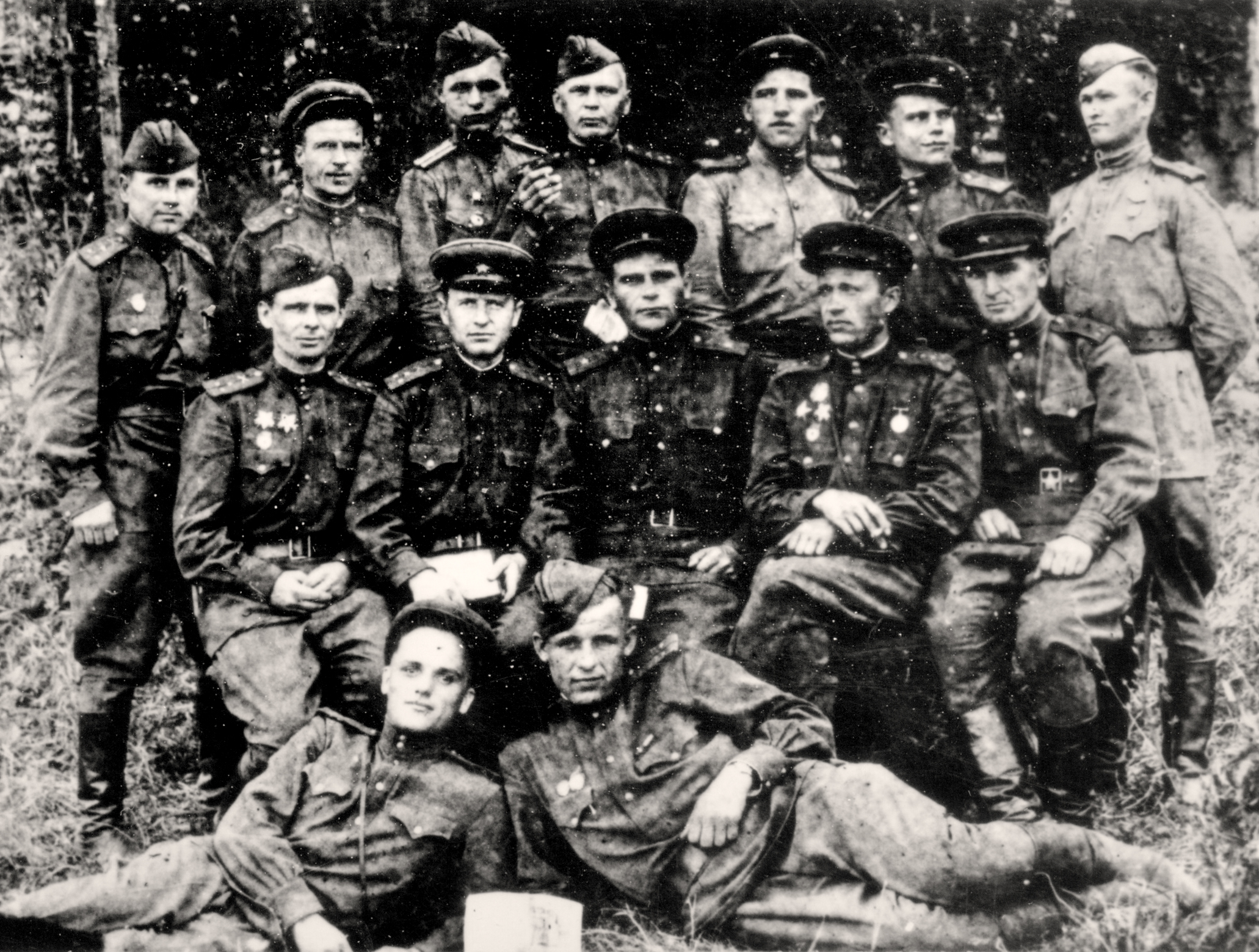
Командование 84-го гв. ОИПТД. В центре командир ОИПТД майор Ясько И.К. 1944
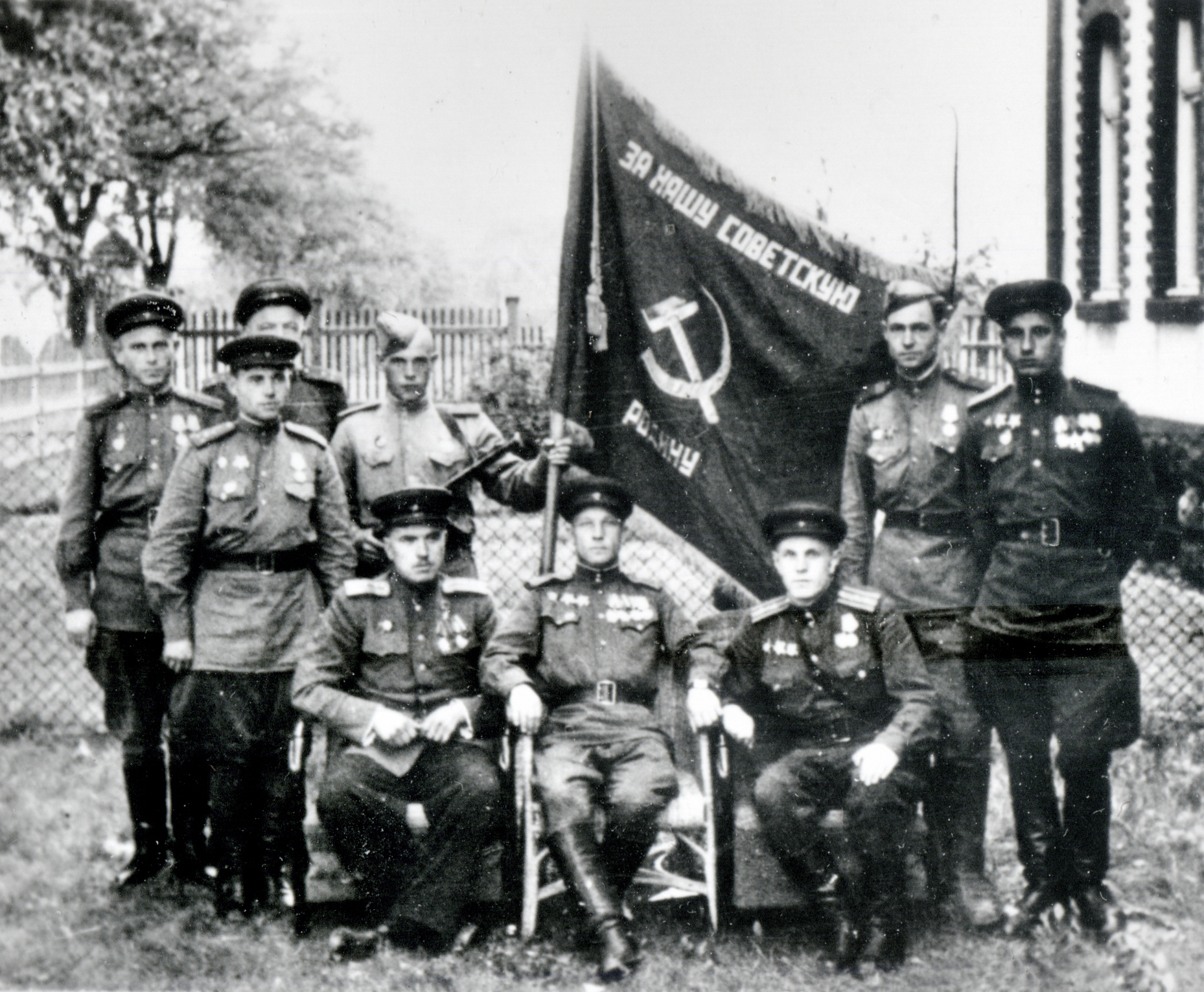
Командование 87-го гв.ОСапБ. В центре майор Фиошин Л.Н., слева Сироткин Ю.И. 1945
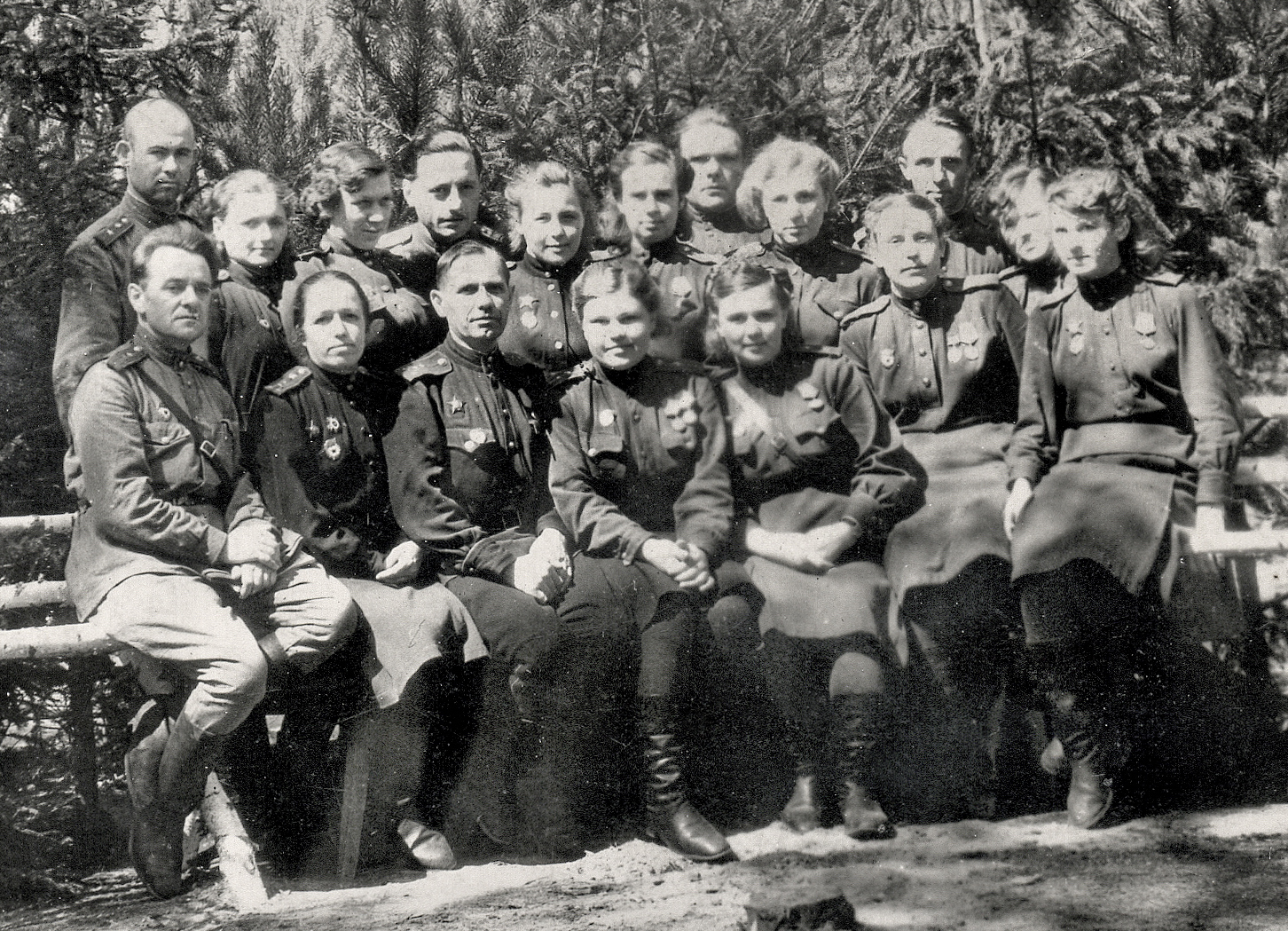
585-й (80) Медико-санитарный батальон. 1944
Парторги рот 75-й ГСД перед форсированием Одера. В центре В.А.Горишний, слева Б.Г.Пакин. 1945